# Acentrogobius viridipunctatus
Az Acentrogobius viridipunctatus a csontos halak (Osteichthyes) főosztályának a sugarasúszójú halak (Actinopterygii) osztályába, ezen belül a sügéralakúak (Perciformes) rendjébe, a gébfélék (Gobiidae) családjába és a Gobiinae alcsaládjába tartozó faj.

## Előfordulása
Az Acentrogobius viridipunctatus előfordulási területe az Indiai-óceánban és a Csendes-óceán nyugati felén van. Kelet-Afrika partjaitól kezdve, egészen Japánig és Pápua Új-Guineáig lelhető fel. Jelentős állománya található a Mekong deltájának a brakkvízében.

## Megjelenése
Ez a hal legfeljebb 9,2 centiméter hosszú.

## Életmódja
Ez a gébféle egyaránt megél a sós-, édes és brakkvízben is. Fenéklakó, trópusi hal, amely a 25 Celsius-fokos vízhőmérsékletet kedveli. A partok közelében él.

## Felhasználása
Az Acentrogobius viridipunctatus nincsen ipari mértékű halászata. Néha az élőhelyén levő halpiacokon megtalálható.